# Плау-ам-Зее
Плау-ам-Зее (нім. Plau am See) — місто в Німеччині, розташоване в землі Мекленбург-Передня Померанія. Входить до складу району Людвігслюст-Пархім. Центр об'єднання громад Плау-ам-Зее.
Площа — 115,99 км2. Населення становить 6055 ос. (станом на 31 грудня 2020).

## Галерея

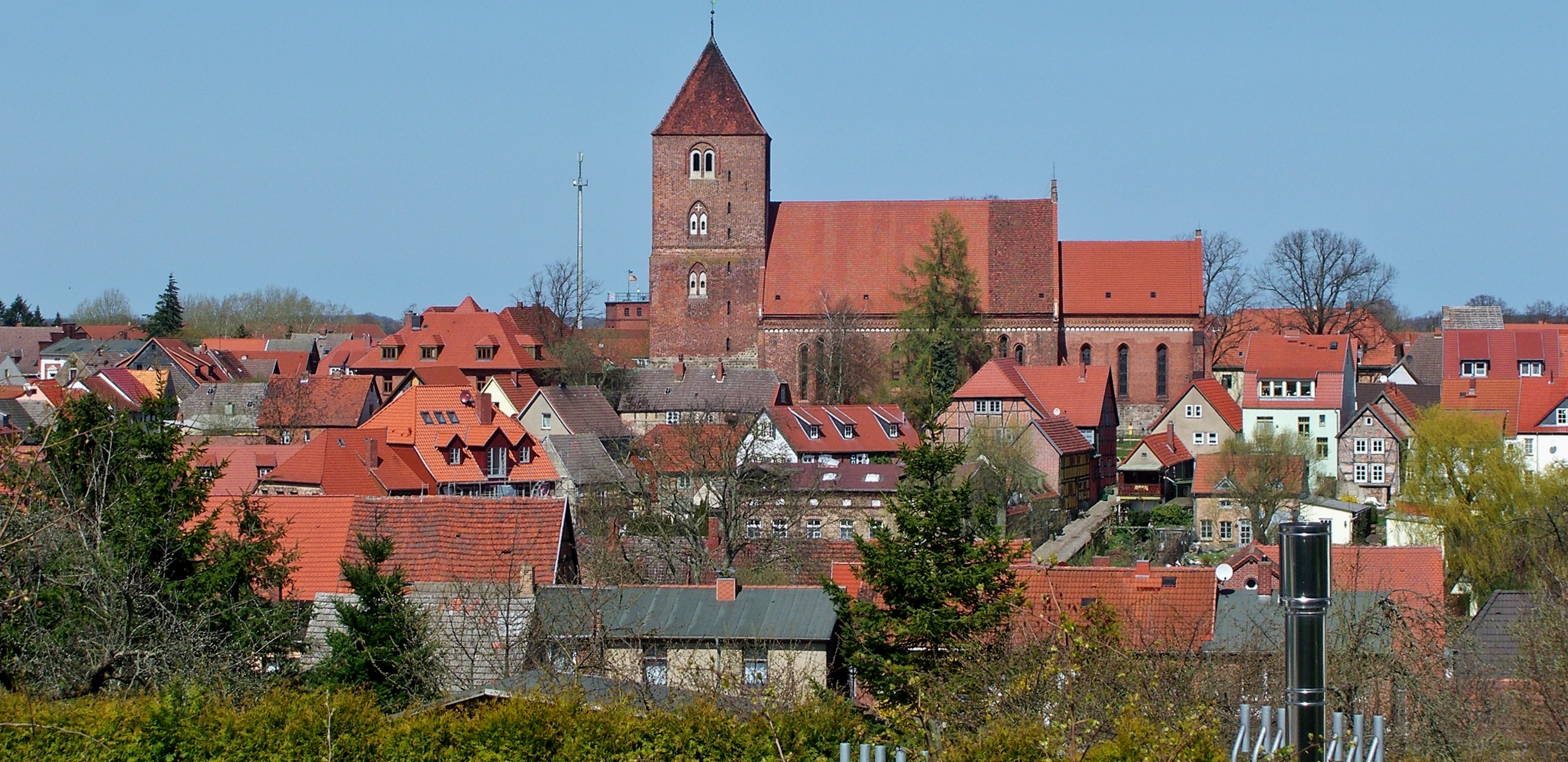
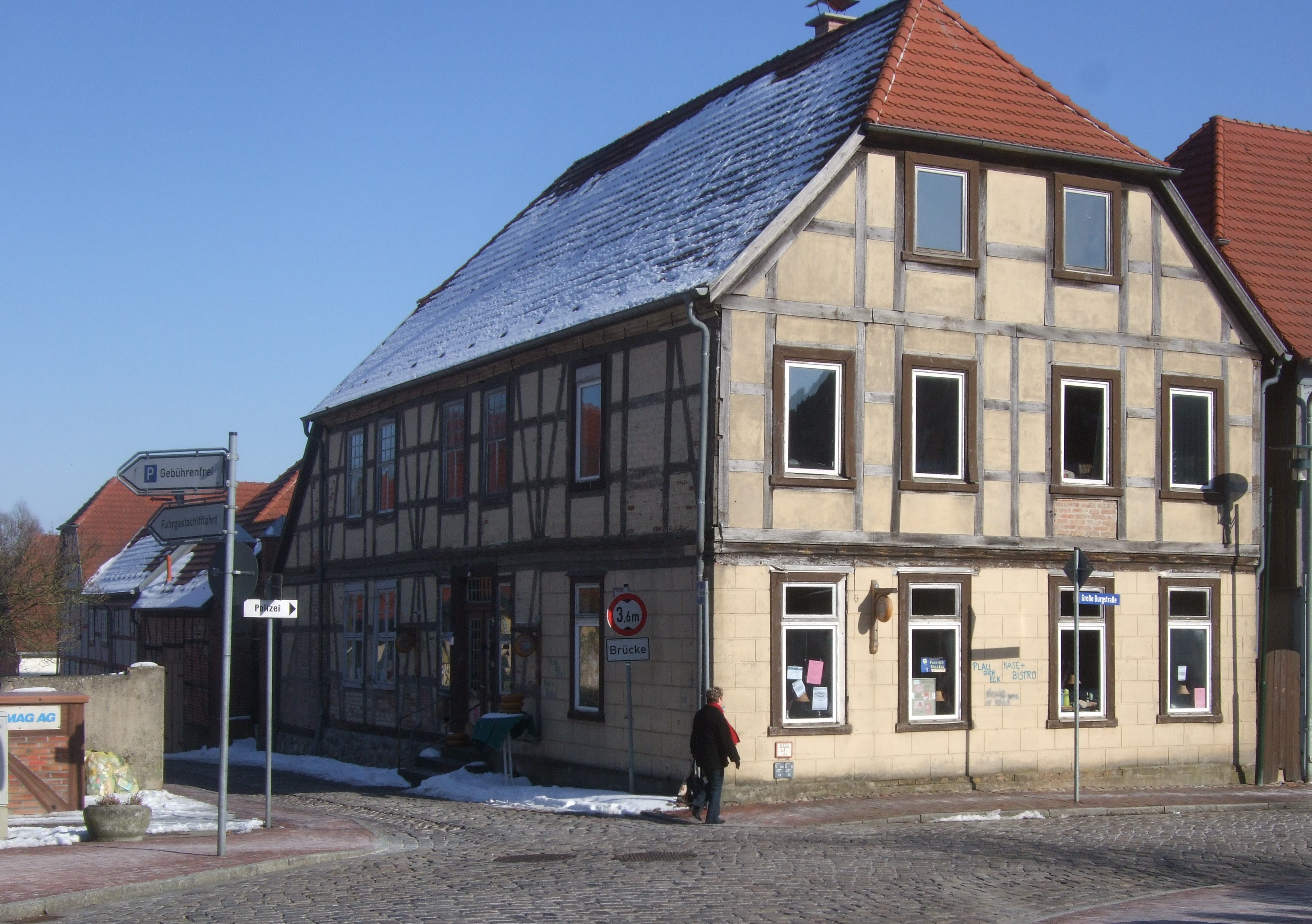
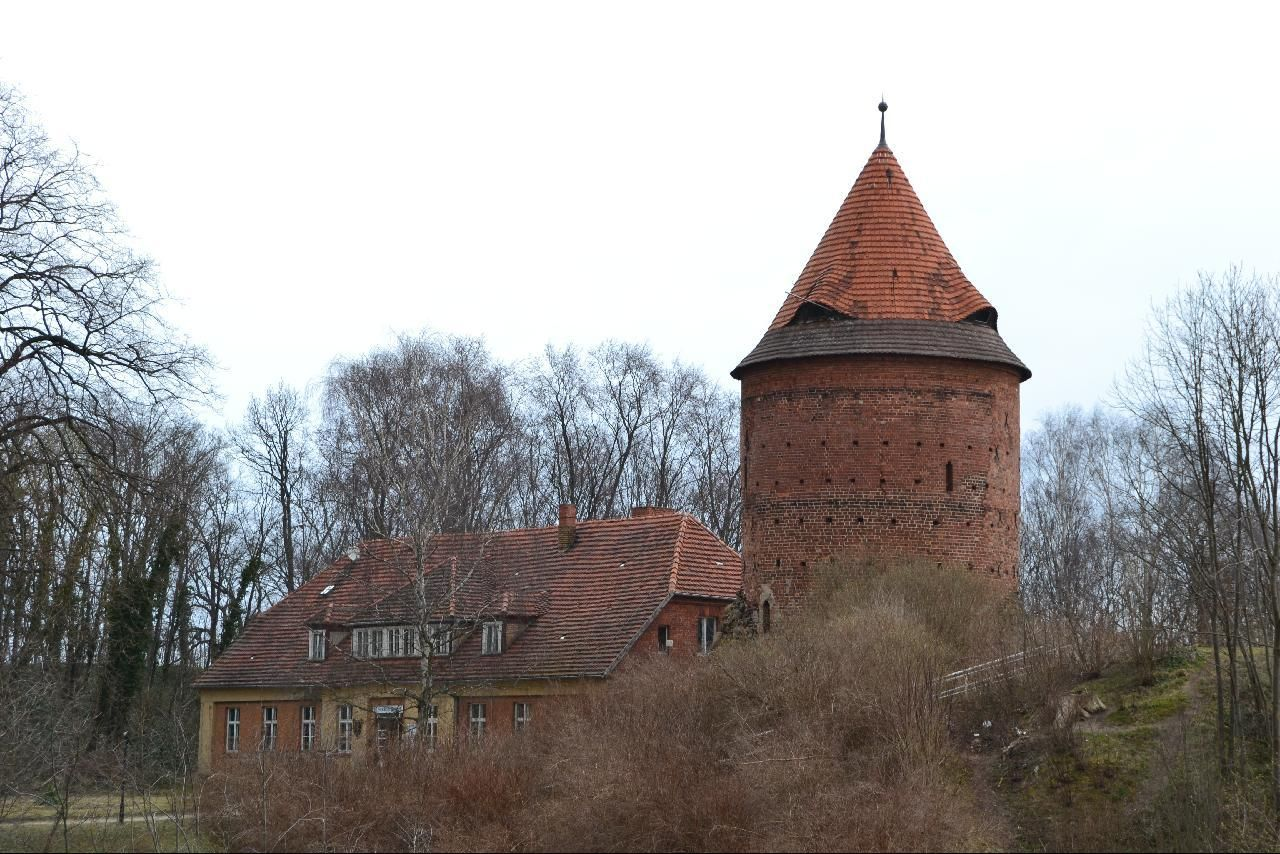
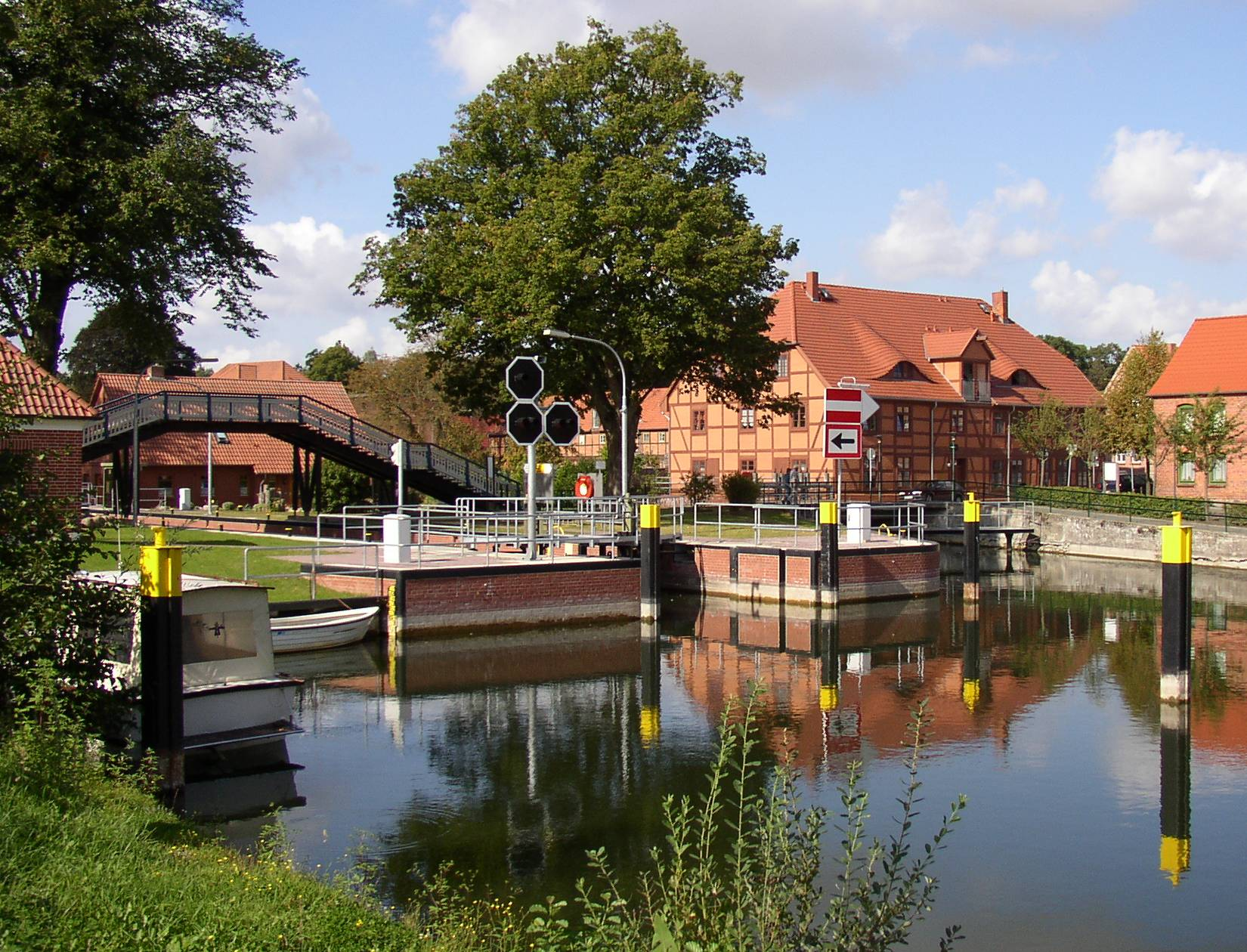
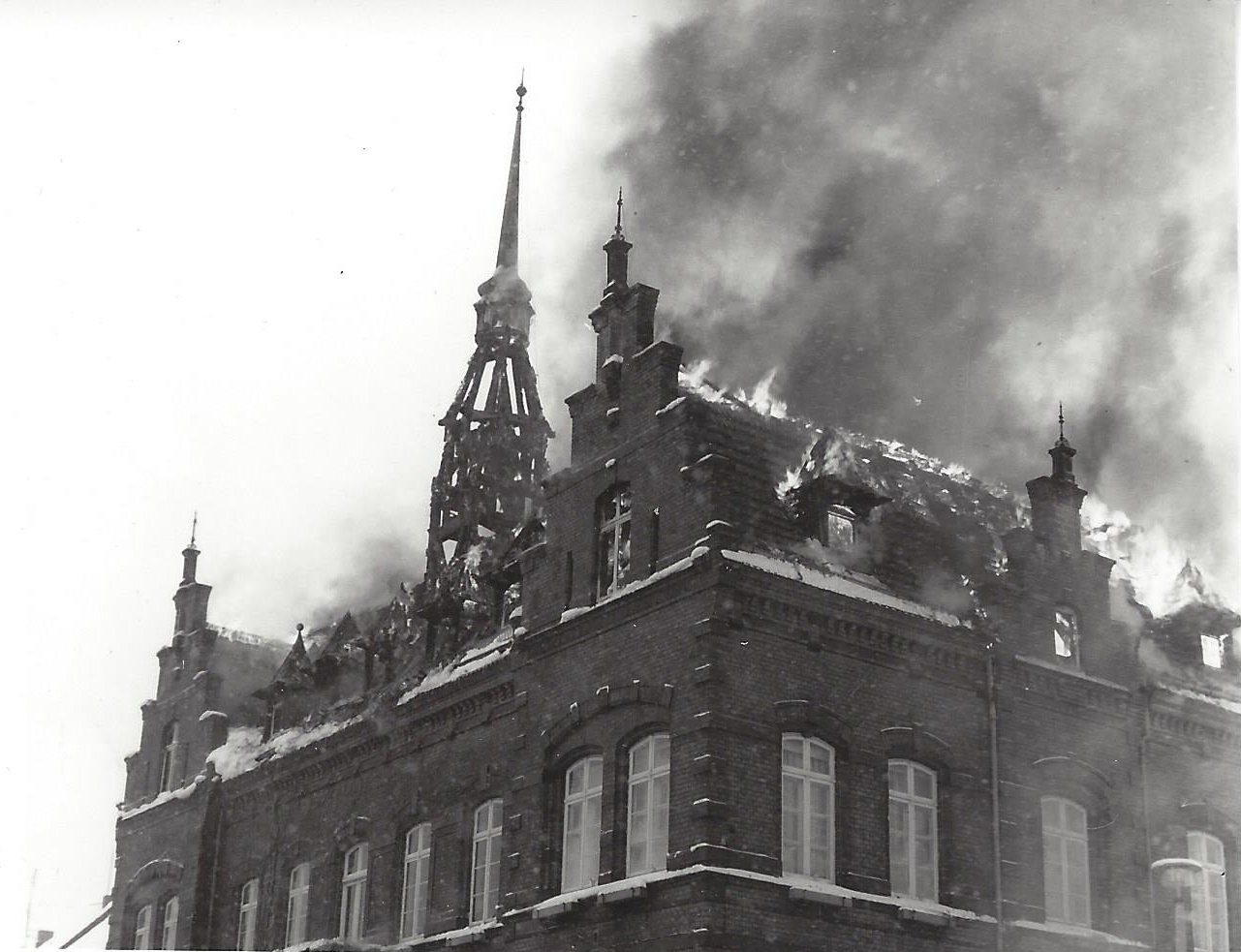
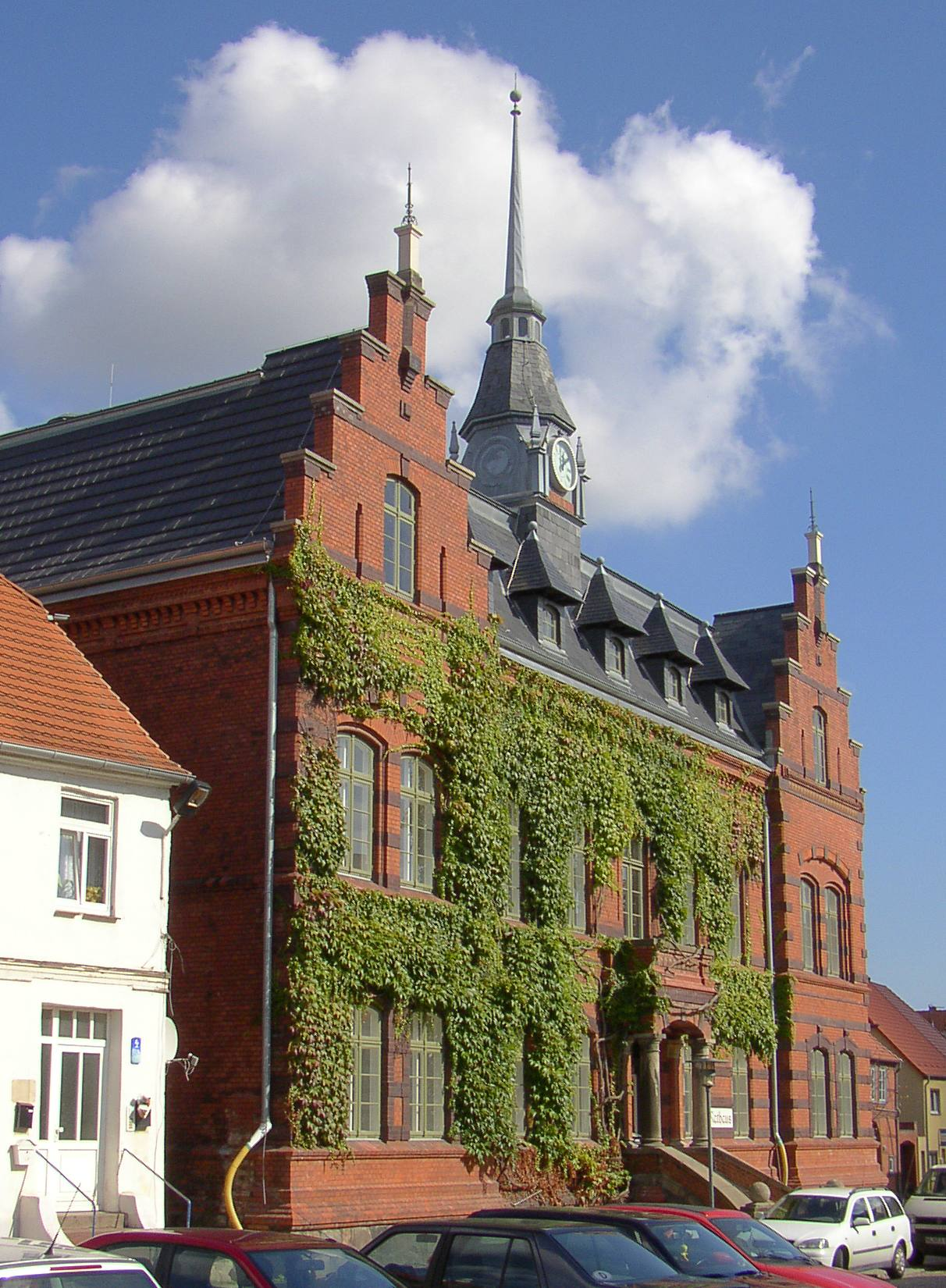

## Відомі особистості
В поселенні народився:
- Фрідріх Бондорфф (1848–1894) — німецький дослідник Африки та орнітолог.